# Lomatia ferruginea
Lomatia ferruginea är en tvåhjärtbladig växtart som beskrevs av Robert Brown. Lomatia ferruginea ingår i släktet Lomatia och familjen Proteaceae. Inga underarter finns listade i Catalogue of Life.